# Corrado da Fogliano

Stemma dei Da Fogliano.

Corrado Fogliani Sforza d'Aragona (Reggio nell'Emilia, ... – Milano, 23 dicembre 1470) è stato un condottiero italiano e capostipite del ramo dei Fogliani Sforza d'Aragona.

## Biografia
Era figlio di Marco e di Lucia Terzani, già amante del condottiero Muzio Attendolo Sforza.
Intraprese la carriera delle armi e fu al servizio del fratellastro Francesco Sforza, che seguì in diverse imprese militari. Contrastò l'avanzata di Ludovico di Savoia oltre il Ticino, quando tentò la conquista del ducato di Milano. Nel 1450 lo Sforza divenne duca di Milano e mentre combatteva contro l'espansionismo della Repubblica di Venezia, Corrado venne inviato ad Alessandria col titolo di governatore e luogotenente delle provincie dell'Oltrepò, per contrastare il marchese del Monferrato, alleato di Venezia, intenzionato ad occupare la città.
Corrado andò in soccorso di Siena, quando le soldataglie di Niccolò Piccinino invasero la città. Nel 1462 fu inviato a Lodi in qualità di commissario e quindi a Piacenza come comandante delle milizie sedò un tumulto popolare contro gli Sforza.
Nel 1466 Alfonso II, re di Napoli, che aveva sposato Ippolita Maria Sforza, concesse a Corrado di affiancare al proprio cognome quello degli Aragona. Nel luglio 1467 combatté nella battaglia della Riccardina contro Bartolomeo Colleoni.
Nel 1468 il duca Galeazzo Maria Sforza, succeduto a Francesco Sforza, nominò Corrado governatore di Genova e gli assegnò in feudo il marchesato di Vighizzolo, nel tortonese e nel 1470 il feudo di Castelnuovo.
Morì a Milano in quello stesso anno.

## Discendenza
Corrado sposò Gabriella Gonzaga, figlia naturale di Ludovico III Gonzaga, II marchese di Mantova, ed ebbero due figli:
- Costanza (1461-?)
- Lodovico (1460-1510), marchese di Vighizzolo e di Valmozzola